# Wolfgang Müller (Schauspieler, 1922)
Wolfgang Müller (* 14. Dezember 1922 in Berlin; † 26. April 1960 bei Lostallo, Kanton Graubünden, Schweiz) war ein deutscher Schauspieler und Kabarettist.

## Leben
Seine Eltern waren der Bankdirektor Werner Müller und dessen Ehefrau Lisbeth, geborene Höfer. Nachdem Wolfgang Werner Georg Müller seit dem 15. Juli 1942 beim Arbeitsdienst war erhielt er am 16. Februar 1943 seinen Einberufsbefehl zur Luftwaffe nach Peenemünde. Durch seinen Wehrdienst verschlug es ihn an die Westfront nach Paris, wo er während seines Aufenthaltes im Lazarett (bei Dijon, Okt. 1943) Klaus Günter Neumann kennen lernte. Unter der Leitung von Neumann absolvierte Wolfgang Müller seine ersten Bühnenauftritte beim Fronttheater.
Wolfgang Müller begann seine Bühnenlaufbahn im Dezember 1945 am Salzburger Landestheater. Um die Ecke von diesem Theater war Wolfgang Müller ab Januar 1946 tätig als Kabarettist im Ensemble bei Fred Kraus. (Kraus eröffnete sein „Cabaret bei Fred Kraus“ mit einer parodistischen Revue von Aldo v. Pinelli, „Das spricht Bände“, Premiere am 19. Januar 1946.) 1947 kam er nach Berlin und war dort zwei Jahre Mitglied beim Kabarett der Komiker. In Berlin agierte er ab 1951 unter anderen auch bei den Kleinkunstbühnen wie dem Greifi, Rauchfang sowie der Komödie am Kurfürstendamm.
1949 lernte er Wolfgang Neuss kennen. Müller spielte mit Neuss und Ralf Wolter ab 1. September 1949 bei Mutter Ey in Düsseldorf. Als Die zwei Wolfgangs avancierten Müller und Neuss zu den bekanntesten deutschen Kabarettisten der 1950er Jahre. Die beiden traten als Komiker-Duo wiederholt singend (Schlag nach bei Shakespeare oder Ach, das könnte schön sein …) in Spielfilmen auf, darunter Das Wirtshaus im Spessart, Wir Wunderkinder und Rosen für den Staatsanwalt. 1960 kam Wolfgang Müller als Flugschüler bei einem Flugzeugabsturz in der Schweiz ums Leben. Sein Grab befindet sich auf dem Waldfriedhof Zehlendorf (Grabstätte Abt. II-U-112 / neu: 027/177). Neben ihm wurde 1989 sein Film- und Kabarettpartner Wolfgang Neuss bestattet.

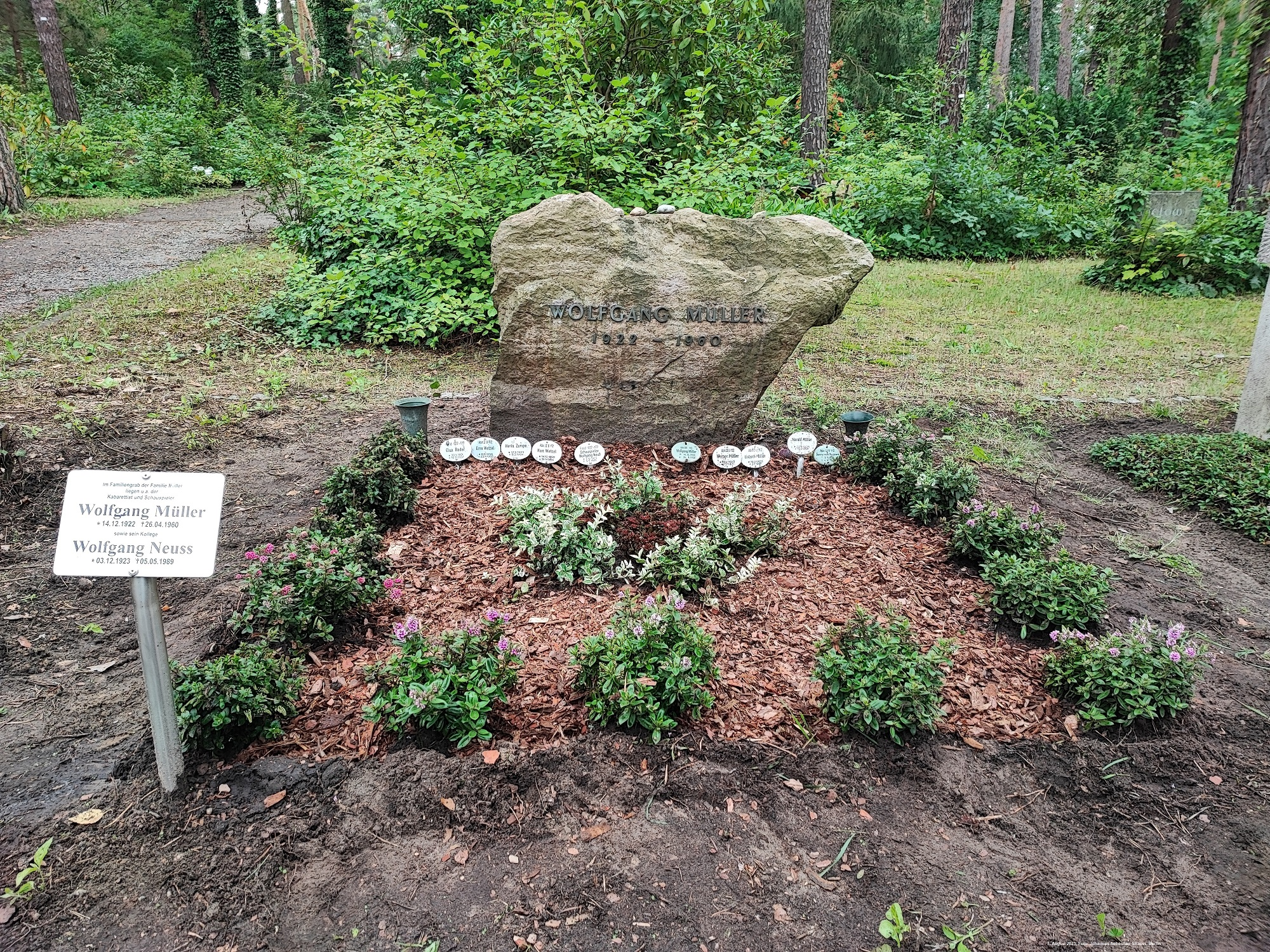
Grabstätte 027/177 von Müller und Neuss 2023

Friedrich Luft ehrte Müller nach dessen Tod als „rare Clownsnatur“. Er sei „ein brillanter Techniker des Komischen“ gewesen, der „mit seinem differenzierten ‚Köppchen‘ auch in komplizierten Sphären aktiv war“ und „den gebildeteren unter den Freunden des klug artikulierten Spaßes seitdem bitter“ fehle.
Zum 100. Geburtstag von Wolfgang Müller präsentierte sein Groß-Neffe Johannes-Sebastian Strauss im Dezember 2022 eine Ausstellung mit Musiktheater und die B.Z. brachte einen ganzseitigen Artikel mit unveröffentlichten Fotos. Im Dezember 2023, zum 100. Geburtstag von Müllers Bühnen- und Filmpartner Wolfgang Neuss, erschien dann beim Berlin-Concert Verlag das Buch Der Star der vom Himmel fiel – Wolfgang Müller.

## Filmografie
- 1953: Die Kaiserin von China
- 1954: Raub der Sabinerinnen
- 1954: Clivia
- 1954: Meine Schwester und ich
- 1954: Auf der Reeperbahn nachts um halb eins
- 1954: Phantom des großen Zeltes
- 1955: Der Hauptmann und sein Held
- 1955: Banditen der Autobahn
- 1956: Beichtgeheimnis
- 1956: Der Hauptmann von Köpenick
- 1956: Das Sonntagskind
- 1956: Die Stimme der Sehnsucht
- 1956: Zu Befehl, Frau Feldwebel!
- 1956: Ein Mann muß nicht immer schön sein
- 1957: Drei Mann auf einem Pferd
- 1957: Einmal eine große Dame sein
- 1957: Der müde Theodor
- 1958: Schwarzwälder Kirsch
- 1958: Ein weißer Elefant
- 1958: Das Wirtshaus im Spessart
- 1958: Kennen Sie die Milchstraße?
- 1958: Der Stern von Santa Clara
- 1958: Der Maulkorb
- 1958: Wir Wunderkinder
- 1959: Hier bin ich – hier bleib ich
- 1959: Nick Knattertons Abenteuer – Der Raub der Gloria Nylon
- 1959: Rosen für den Staatsanwalt
- 1959: Der lustige Krieg des Hauptmann Pedro
- 1960: Als geheilt entlassen
- 1960: Nichts Neues bei Herrn Müller